# 梧南站
梧南站（：／ Onam yeok */?）是首都圈电铁4号线沿線的一座地下車站，位於韓國京畿道南楊州市梧南邑陽地里。

## 車站構造
站體為2面2線側式月台的地下車站，候車月台設有月台幕門，並有3處出口。

### 月台配置
| 榛接 ↑     |
| \| 上      |
| ↓ 別內星江 |

| 月台 | 路線             | 目的地                                 |
| ---- | ---------------- | -------------------------------------- |
| 上行 | ●首都圈电铁4号线 | 榛接方向                               |
| 下行 | ●首都圈电铁4号线 | 上溪、首爾站、舍堂、南泰嶺、烏耳島方向 |

## 歷史
- 2014年12月10日：開工。
- 2022年3月19日：落成啟用。

## 車站周邊
- 真乾川
- 陽地里老人會館

## 圖片

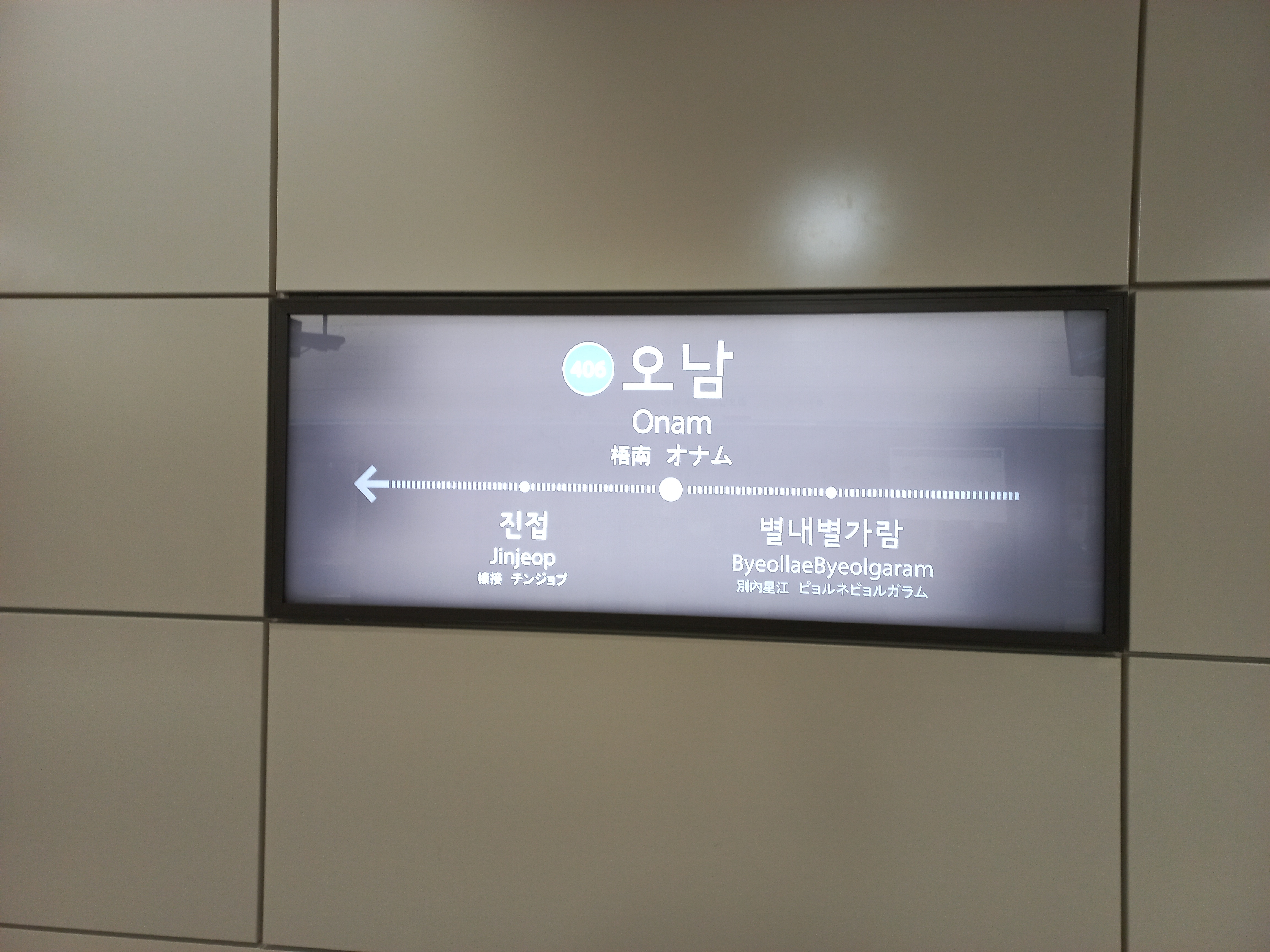
站名牌
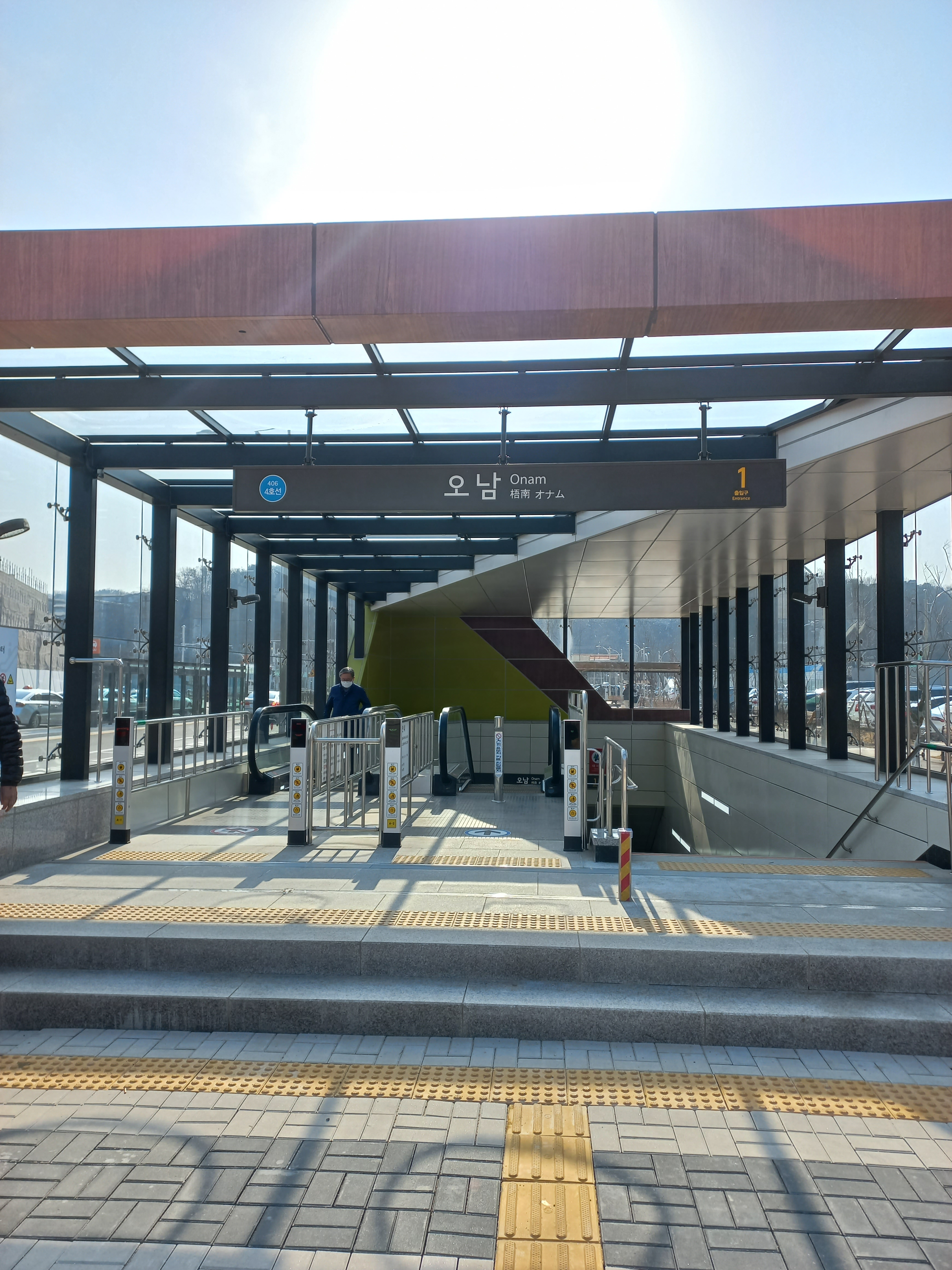
1號出口
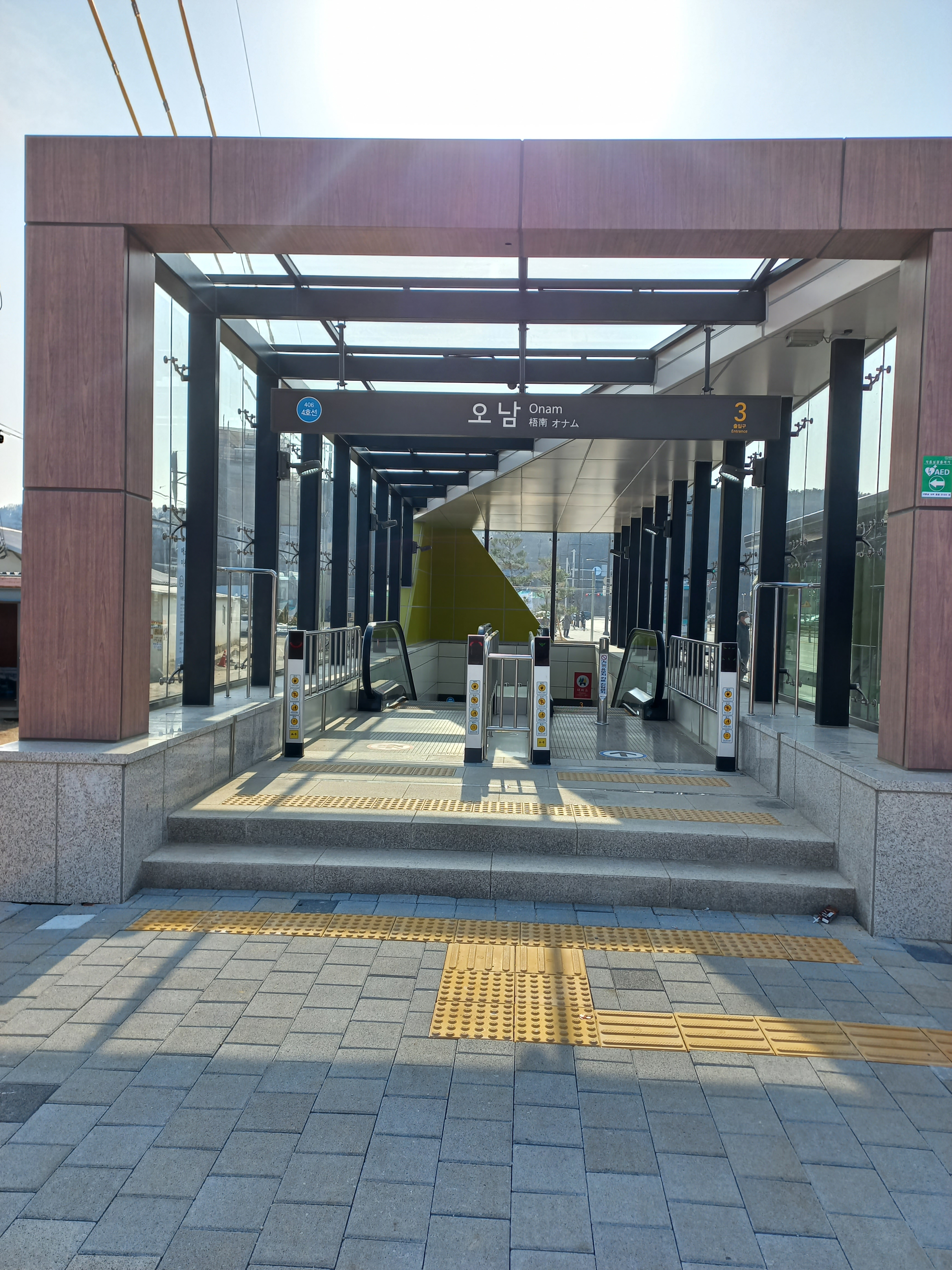
3號出口

## 相鄰車站
南楊州都市公社
●首都圈电铁4号线
榛接（405）－梧南（406）－別內星江（408）